# Otto Kreß von Kressenstein
Paul Otto Felix Freiherr Kreß von Kressenstein (13 tháng 9 năm 1850 – 19 tháng 2 năm 1929) là một Thượng tướng và Bộ trưởng Chiến tranh của Bayern kể từ ngày 16 tháng 2 năm 1912 cho đến ngày 7 tháng 12 năm 1916. Ông đã từng tham gia trong cuộc Chiến tranh Pháp-Đức (1870 – 1871), trong đó có trận đánh quyết định tại Sedan.

## Tiểu sử
Kreß von Kressenstein sinh ra tại Germersheim, trong một gia đình quý tộc cổ Nürnberg – Kreß von Kressenstein. Ông là con trai của Thiếu tá Bayern Joseph Freiherr Kreß von Kressenstein (1821 – 1871), người đã qua đời vào tháng 2 năm 1871 do hậu quả của vết thương của mình trong cuộc Chiến tranh Pháp-Đức (1870 – 1871). Thân mẫu ông, tên khai sinh là von Stetten, là con gái của một viên sĩ quan ở Augsburg.
Otto học trường thiếu sinh quân tại München, và hoàn tất khóa học của mình vào năm 1869. Sau đó, ông đã gia nhập Trung đoàn Kỵ binh nhẹ số 2 "Taxis" của Vương quốc Bayern. Với quân hàm Thiếu úy, ông đã tham chiến trong cuộc Chiến tranh Pháp-Đức, tham gia trong các trận chiến tại Wissembourg Frœschwiller-Wœrth, Sedan cũng như trong các cuộc vây hãm Toul và Paris. Vào tháng 5 năm 1871, ông được tặng thưởng Huân chương Thập tự Sắt hạng nhì vì lòng dũng cảm của mình. Năm 23 tuổi, ông lên quân hàm Thượng tá và Phụ tá trung đoàn
Từ năm 1874 cho đến năm 1877, ông học tại Học viện Quân sự (Kriegsakademie) tại kinh đô München. Với cấp bậc Đại úy, ông được thuyên chuyển vào Bộ Tổng chỉ huy của Quân đoàn II Vương quốc Bayern. Vào năm 1888, ông trở thành một Trưởng quan Kỵ binh, đến năm 1891 ông lên cấp Thiếu tá, và được chuyển sang Trung đoàn Trọng kỵ binh số 1 "Hoàng thân Karl của Bayern" Vương quốc Bayern, tại đây ông được phong cấp Thượng tá vào năm 1896. Năm sau, ông được ủy nhiệm làm tư lệnh của Trung đoàn Kỵ binh nhẹ số 6 "Hoàng thân Albrecht của Phổ" Vương quốc Bayern, vào năm 1898 ông lên cấp Đại tá và vào năm 1901 ông là Thiếu tướng. Vào năm 1902, ông được giao quyền chỉ huy Lữ đoàn Kỵ binh số 4 Vương quốc Bayern. Với cấp bậc Trung tướng, ông được bổ nhiệm làm Thanh tra kỵ binh vào năm 1904. Sau khi ông nhậm chức Bộ trưởng Chiến tranh vào năm 1912, ông lên quân hàm Thượng tướng vào ngày 1 tháng 8 năm 1914. Kreß von Kressenstein là đại biểu của Bayern tại Đế quốc Đức. Vào năm 1916, ông về hưu và về sau ông từ trần ở München năm 1929. Một trong những người con trai của ông là tướng Franz Otto Freiherr Kreß von Kressenstein về sau này.